# Підземний човен
Підземний човен (лат. subterrina — за аналогією до submarina) — існуючий у вигляді проєктів і в фантастиці саморушний механізм, машина, якою керує екіпаж, що знаходяться всередині. Такий човен здатний пересуватися під землею, самостійно прокладаючи собі шлях. Протягом XX століття проєкти різних підземних човнів розроблялися в багатьох країнах, зокрема, в Німеччині та СРСР.
Проєкти та експериментальні моделі «підземних човнів» являють собою специфічну модифікацію тунелепрохідницької машини, адаптованої, зокрема, для військового застосування .
Головна перешкода при створенні підземних човнів — значні витрати енергії, потрібні на руйнування гірських порід. У разі розміщення силової установки (в тому числі ядерної) необхідної потужності на підземний човен, то виникає проблема її охолодження.

## Проєкти підземних човнів

### Підземохід Требелева
У 1930-х роках винахідник Требелев визначив, що тиск під час різання падає зі збільшенням швидкості обробки матеріалу, що дозволяє значно знизити необхідну потужність.
У співпраці з конструкторами А. Баскіним і А. Кириловим, був розроблений проєкт підземохода, принципи роботи і конструкція якого були запозичені у крота. Перед проєктуванням свого підземохода Требелев ретельно вивчив діяльність крота. Тварину поміщали в ящик, що просвічувався рентгенівськими променями, і отримували на екрані схему рухів його мускулів і скелета. Ці дослідження виявили, що кріт риє землю, крутить лапами і головою вправо-вліво, вдавлює вибрану землю сильними рухами холки в стінки нори, і проштовхує своє тіло вперед задніми лапами.,
У передній частині підземного човна Требелева знаходився потужне твердотопне свердло, а в задній — чотири домкрата, що штовхають машину вперед. Посередині машину прикріплювався шнековий конвеєр, який вдавлював вибурену гірську породу в стінки свердловини. Бур обертався зі швидкістю 300 об / хв, а загальна швидкість підземохода становила 10 м / год. Підземохід Требелева керувався водієм; також була передбачена можливість зовнішнього управління завдяки гнучкому багатожильному кабелю.
Підземохід Требелева був випробуваний на Уралі, на горі Благодать, в 1946 році. Требелев припускав, що його підземохід можна використовувати в різних галузях: риття тунелів для міських комунікацій, геологорозвідки, видобутку корисних копалин і т. д. Однак конструкція виявилася недостатньо надійною, і робота над проєктом була завершена.

### Проєкт В. фон Верна
У 1933 році німецький інженер В. фон Верн запантетував свій варіант підземної човна. Винахід було засекречено і відправлено в архів. У 1940 році проєкт на Верна натрапив граф Клаус фон Штауффенберґ, який проінформував про нього керівництво вермахту. У цей час Німеччина готувалася до вторгнення до Великої Британії (Операція «Морський лев»), і рухаючись під Ла-Маншем підземні човни підійшли би для диверсійних операцій.
Фон Верну були виділені кошти на реалізацію цього проєкту. Підземний човен Верна вміщав 5 осіб, боєзаряд, вагою 300 кг, і пересувався під землею зі швидкістю 7 км / год. Однак проєкт був зупинений на стадії креслень і лабораторних експериментів, але керівник повітряних сил Герман Герінг переконав Гітлера у безперспективності підземної човна; Німеччина зробила ставку на повітряну війну, а проєкт фон Верна був закритий.

### «Змій Мідгарда»
Нездійснений проєкт німецького підземного човна. Бойовий підземний засіб «Змій Мідгарда» (Midgard Schlange) було розроблено влітку 1934 інженером Ріттером. Підземний човен був названий на честь величезного змія, що охороняє Мідгард (скандинавська міфологія). За задумом проєктувальників Змій Мідгарда повинен був пересуватися на землі, під землею і навіть під водою на глибині до 100 метрів і доставляти велику кількість вибухової речовини до лінії Мажино або у ворожі гавані. Ріттер пропонував побудувати 20 підземних човнів вартістю 30 мільйонів марок кожна. Головним завданням Мідгарда був напад на стратегічні об'єкти Бельгії та Франції і мінування ворожих портів. Автор проєкту називав підземний човен — зброєю масового знищення. «Змій Мідгарда» викликав критику фахівців і 28 лютого 1935 був повернений Ріттеру для доопрацювання.
Подальша доля проєкту Ріттера невідома. Після Другої світової війни біля Кенігсберга були знайдені штольні і залишки підірваної конструкції, що імовірно мають відношення до підземних човнів.
У проєкті підземний човен складався з осередків-відсіків на зразок вагонів у поїзді. Параметри відсіків: довжина 6 метрів, ширина 6,8 метрів, висота 3,5 метра. Довжина поїзда могла змінюватися від 399 до 524 метрів. Спереду знаходилася бурова головка з 4 бурами, діаметром 1,5 метра. Вони приводили в рух 9 електродвигунів, сумарною потужністю в 9000 к.с.
Передбачено 3 комплекти свердлів для різних видів гірських порід. Ходова частина підземного човна була зроблена у вигляді гусениць, які приводили в рух 14 електродвигунів, сумарною потужністю в 19 800 л.с. Електричний струм для двигунів виробляли 4 дизельних електрогенератора, потужністю в 10 тисяч к.с. Для електрогенераторів були передбачені паливні баки ємністю 960 кубічних метрів. Для пересування під водою було створено 12 пар рулів і 12 додаткових двигунів, сумарною потужністю 3000 к.с.
Озброєння Мідгарда: тисяча 250-кілограмових мін, тисяча 10-кілограмових мін і 12 спарених кулеметів MG. Крім цього, для Мідгарда проєктувалися певні підземні засоби. Fafnir (ім'я дракона в скандинавської міфології) — підземна торпеда довжиною 6 метрів. Mjolnir («молот Тора») — снаряди для руйнування гірських порід і полегшення просування підземного човна. Alberich — розвідувальна торпеда з мікрофонами і перископом. Layrin — рятувальний засіб для виходу екіпажу на поверхню в разі необхідності.
Загальна вага підземного човна повинна була становити 60 тисяч тонн, а екіпаж мав скадати 30 чоловік. На борту знаходилося: електрична кухня, спальня з 20 ліжками, 3 ремонтних майстерні, кілька перископів, радіопередавач і 580 балонів зі стисненим повітрям.
Проєктна швидкість підземного човна: по землі — 30 км / год., під землею, в кам'янистому ґрунті — 2 км / год., під землею в м'якому ґрунті — 10 км / год., під водою — 3 км / год.

### Nellie
Підземні човни розроблялися і у Великій Британії. Вони призначалися для риття тунелів на лінії фронту. По цих тунелях піхота і танки могли раптово проникати на територію противника, уникаючи прямого штурму наземних укріплень. Наказ про розробку підземних човнів віддав Уїнстон Черчілль, ґрунтуючись на досвіді кровопролитних штурмів фронтових укріплень під час Першої світової війни. До початку 1940 планувалось побудувати 200 машин. Вони позначалися абреавіатурою NLE (Naval Land Equipment — військово-морське і сухопутне обладнання). У розробників, для маскування військового призначення машин, були свої назви NLE: Nellie («Неллі»), No mans Land Excavator («Екскаватор без участі людини»), Cultivator 6 («Культиватор 6»), White Rabbit 6 («Білий кролик 6»).
Підземні човни мали наступні параметри: довжина 23,47 метрів, ширина 1,98 метрів, висота 2,44 метра, 2 секції. Основна секція була на гусеничному ході, за зовнішнім виглядом нагадувала довгий танк і мала масу 100 тонн. Передня секція мала масу 30 тонн і могла рити траншеї 1,5 метри глибиною і 2,28 метрів шириною. Викопаний ґрунт конвеєри переносили наверх і відкладали по обидві сторони від траншеї, утворюючи насипи, висотою 1 метр. Швидкість руху становила понад 8 км / год.
Спочатку на підземний човен збиралися поставити один двигун фірми Rolls-Royce Merlin, потужністю в 1000 к.с . Однак через деякі недоліки цих двигунів було прийнято рішення про їх заміну. На кожну машину було поставлено два двигуна Paxman 12TP потужністю в 600 к.с. Один двигун призначався для різака і конвеєра в передній секції, другий приводив у рух саму машину.
Падіння Франції загальмувало реалізацію проєкту. Випробування підземного човна пройшли в червні 1941 року, але в 1943 році проєкт був закритий. До того часу було побудовано 5 машин.

### «Бойовий кріт»
М. і В. Козирєва в книзі «Спеціальна зброя другої світової війни» згадується про випробування восени 1964 року радянського підземного крейсера «Бойовий кріт». Про підземний крейсер «Бойовий кріт» пише А. В. Крючков в романі «СРСР і Німеччина. У гонитві за надзброєю». Про радянські підземні човни післявоєнного періоду писав і журнал «Популярна механіка».
Після Другої світової війни проєкти німецьких підземних човнів потрапили в руки радянських фахівців, що дало поштовх подальшим розробкам. Проблемою постачання підземних човнів енергією зайнявся ленінградський професор Г. І. Бабат, який запропонував використовувати для цього надвисокочастотне випромінювання. Професор Г. Н. Покровський і академік А. Д. Сахаров розробляли більш ефективні і швидкі способи пересування в гірських породах. Г. І. Покровський провів розрахунки і довів теоретичну можливість кавітації в гірських породах. На його думку, бульбашки газу або пари здатні ефективно руйнувати гірські породи. Академік А. Д. Сахаров вважав, що за певних умов підземний човен буде рухатися в хмарі розпечених часток, що збільшить швидкість пересування в десятки, а то й сотні кілометрів за годину. Стали у пригоді також і більш ранні розробки Требелева.
Проєктом підземних човнів зацікавився Хрущов, якому сподобалася ідея дістати імпералістов з-під землі. Перше випробування було успішним: підземний човен пройшов крізь гору зі швидкістю пішохода. Під час другого випробування підземний човен з невідомих причин вибухнув і разом з екіпажем залишилася в товщі гірських порід.
За Л. І. Брежнєва проєкт підземного човна був закритий .
На думку А. В. Крючкова, «Бойовий кріт» був оснащений ядерним двигуном. Завод з виготовлення підземних човнів був побудований в 1962 році в Україні, поблизу селища Громівка. Через 2 роки виготовили перший екземпляр. «Бойовий кріт» мав наступні параметри: швидкість 7 км / год., довжина 35 м, екіпаж становив 5 чол., десант — 15 чол. і 1 тонна вибухівки. Крім знищення підземних бункерів і ракетних шахт противника, завданням підземного човна було приховане проникнення на територію Каліфорнії і замінування стратегічних об'єктів. Передбачалося, що дії «Бойового крота» будуть прийняті за результати землетрусу.
За даними ЗМІ випробування підземних човнів проходили на горі Благодать поблизу Тагілу.

### Інші проєкти
Існувало багато проєктів підземних човнів, але про більшість з них мало відомостей. Перший проєкт підземного човна був розроблений інженером Петром Рассказовим. Під час Першої світової війни його креслення зникли і через деякий час з'явилися в Німеччині. У США аналогічний проєкт підземних човнів запатентував Пітер Чалмі — співробітник Томаса Едісона. Серед розробників підземного човна згадує Євген Толкалінскій, який в 1918 році виїхав з Росії на Захід . Професор А. В. Бричкина і А. Л. Качан винайшли термобур (земну ракету), яка пробиває собі шлях розпеченими до 3500 градусів газами і проходить за годину 10 метрів. Для проникнення через крижаний панцир був розроблений робот-бурильник Кріобот, що пересувається шляхом плавлення льоду. Кріобот призначений для вивчення супутника Юпітера — Європи . В даний час для підземних робіт різного призначення використовують механізми під назвою «Кріт» (різновид тунелопрохідницьких машин), які демонстрували на виставці «Експо-2005» .
У 2010 році американське агентство DARPA оголосило конкурс зі створення підземної бойової машини. За задумом агентства, цей пристрій мав скидатися з літака і надалі пересуватися під землею.

## Споріднені проєкти
Існують проєкти для відправки в центр Землі наукового зонда з надміцного матеріалу, який буде опускатися вниз у розплаві рідкого металу. Для зв'язку з зондом будуть використовувати механічні коливання. За розрахунками зонд буде рухатися зі швидкістю 5 м / с . Для знищення ядерних відходів розроблено проєкт «Гаряча крапля»: 100 тонн радіоактивного матеріалу поміщають в вольфрамову кулю, яка самонагріваються до 1200 градусів і плавить гірські породи. Під власною вагою куля поступово опускається в надра планети.

### Підземний реактивний снаряд
У 1948 році М. І. Циферов отримав патент на підземну ракету, здатну пересуватися в товщі гірських порід зі швидкістю 1 м / с. Запропонована ним конструкція являла собою автономний снаряд з буровою головкою, що приводиться в обертання пороховими газами за принципом сегнерового колеса, при цьому струмені газу одночасно руйнували породу.
З подальшим розвитком цієї ідеї був побудований в 1968 році підземний реактивний снаряд. Він був наповненим твердим паливом циліндром, в носовій частині якого знаходилося кілька сопелів Лаваля, розташованих у три яруси. Підземна ракета встановлювалася носом вниз; горюча суміш підпалювалася розташованим в хвостовій частині електрозапальним пристроєм, і струмінь розпечених газів, вириваючись з спрямованих вниз сопел, руйнувала ґрунт під снарядом, а сопла середнього ярусу, спрямовані убік, розширювали свердловину. За кілька секунд снаряд Ціферова проробляв свердловину глибиною в десятки метрів і діаметром 250—1000 мм залежно від характеру ґрунту.

## Підземні човни у фантастиці
Подорож в надра Землі — популярна тема в фантастиці (класичним прикладом є «Подорож до центру Землі» Жюля Верна). Однак в ранній фантастиці герої частіше використовують природні печери. У 1883 році граф Шузи опублікував повість «Підземний вогонь», де герої пробивають дорогу до «підземному вогню» звичайними кирками без використання спеціальних механізмів. Але вже Едгар Берроуз у романі «Тарзан і люди-мурахи» для проникнення в підземний світ Пеллюсідар придумав механічний геологорозвідник. У романі Григорія Адамова «Переможці надр» описується підземохід у вигляді масивного ракетоподобного снаряда.
У 1946 році була опублікована повість Вадима Охотнікова «Підземний човен», а пізніше ще цілий ряд творів на дану тему, закінчуючи романом «Дороги вглиб» (1949). У повісті Бориса Фрадкіна «Бранці палаючої безодні» підземохід оснащений ЕОМ і термоядерним буром. У кіноповісті Б. Шейнина «В надрах планети» на підземному човні розміщена оранжерея, в якої корпусі знаходилось поле, що перебувало під напругою, заряджені частинки використовувались для посилення міцності (за задумом автора).
Підземний човен описували у своїх творах і такі письменники як Генріх Альтов — Полігон «Зоряна ріка»; Данило Корецький — «Основна операція»; Кір Буличов — «Підземний човен».Так у романі Едуарда Тополя «Чуже обличчя» підземний човен таємно проникав на територію Каліфорнії і закладав ядерну бомбу під стратегічним об'єктом, вибух якої був прийнятий за результат стихійного лиха.
У фантастичній книзі «З глибин» Руслана Мельникова герої пересуваються під землею на підземному човні БК-7 (Бойовий кріт, модель 7) — секретна розробка російських вчених з ядерним джерелом енергії.
У західній фантастиці тема підземних човнів була менш поширена. Вона зустрічається на сторінках роману А. Кларка — «Місто і зірки».
Також підземний корабель описується (заснованого на деяких фантастичних принципах) у повісті Баррінгтон Бейлі — «Підземні мандрівники». У 14 епізоді 7 сезону телесеріалу «Зоряна брама: SG-1» («Непередбачені наслідки») використовувалася підземні човни. Підземний човен зустрічається також у фільмах «Земне ядро: Кидок у пекло» і «Кидок кобри».
У мультсеріалі «Черепашки-ніндзя» антагоністи, щоб переміщатися під поверхнею землі, використовували спеціальний транспортний засіб, що по суті є підземним човном.